# Duntroonornis parvus
Duntroonornis parvus är en utdöd fågel i familjen pingviner inom ordningen pingvinfåglar. Den beskrevs 1952 utifrån fossila lämningar från sen oligocen funna i Nya Zeeland.